# Sybra fuscolateralipennis
Sybra fuscolateralipennis es una especie de escarabajo del género Sybra, familia Cerambycidae. Fue descrita científicamente por Breuning en 1964.
Habita en Filipinas.